# September 2006
Dit artikel geeft een chronologisch overzicht van belangrijke gebeurtenissen per dag in de maand september van het jaar 2006.

## Gebeurtenissen

### 1 september
- In de nasleep van de presidentsverkiezingen verhinderen parlementariërs van de Partij van de Democratische Revolutie (PRD) en de Partij van de Arbeid (PT) dat de Mexicaanse president Vicente Fox de jaarlijkse toespraak bij de opening van het parlementaire jaar houdt.

### 2 september
- De orkaan John landt op de kust van Zuid-Neder-Californië. Meer dan 21 000 Mexicanen en 10 000 toeristen worden geëvacueerd.
- In Zuid-Afghanistan stort een militair toestel van de NAVO door technische mankementen neer; veertien Britse militairen vinden hierbij de dood.
- Een Nederlandse soldaat raakt gewond bij de missie in Uruzgan. Hij is buiten levensgevaar en wordt overgebracht naar Nederland om te herstellen.

### 3 september
- De Iraakse overheid deelt mee dat Hamed Juma Faris al-Suaidi, die wordt gezien als de nummer twee van de Iraakse tak van Al Qaida, enkele dagen geleden is opgepakt.
- De ESA SMART-1 ruimtesonde stort na een geslaagde missie, zoals gepland, neer op de Maan.
- Bij het WK basketbal in Japan gaat de wereldtitel voor de eerste keer naar het team van Spanje. Uitblinker Pau Gasol wordt na afloop uitgeroepen tot meest waardevolle speler (MVP) van het toernooi.

### 4 september
- Volgens NOVA zouden er bij de Schipholbrand minder doden zijn gevallen als de overheden zich aan het bouwbesluit hadden gehouden.
- CNN meldt dat de strijd tegen terrorisme meer Amerikaanse levens heeft gekost dan de aanslagen van 11 september 2001.
- De Airbus A380, het grootste passagiersvliegtuig ooit gebouwd, maakt zijn eerste testvlucht met 474 personen.
- De Australische dierenkenner Steve Irwin overlijdt op 44-jarige leeftijd doordat tijdens de opnamen van een natuurdocumentaire in het Groot Barrièrerif een giftige pijlstaartrog in zijn borst steekt.
- In België verschijnt de Bilocatiewet in het Staatsblad. Het is een wet tot het bevoorrechten van een gelijkmatig verdeelde huisvesting van het kind van wie de ouders gescheiden zijn en tot regeling van de gedwongen tenuitvoerlegging inzake huisvesting van het kind.

### 5 september
- Felipe Calderón wordt uitgeroepen tot winnaar van de Mexicaanse presidentsverkiezingen van twee maanden geleden.
- Honderden Tsjetsjenen en anderen uit de Kaukasus vluchten na etnische onlusten uit de Karelisch-Russische stad Kondopoga.

### 6 september
- President Bush verklaart dat de CIA verdachten van terrorisme in geheime gevangenissen buiten de VS opgesloten hield maar dat daar nu een eind aan is gemaakt.
- De restauratie van de Haagse Ridderzaal is gereed; op Prinsjesdag (19 september a.s.) wordt het gebouw weer in gebruik genomen.
- De VVD zet Tweede Kamerlid Anton van Schijndel uit de fractie na zijn kritiek op het verkiezingsprogramma en lijsttrekker Mark Rutte.

### 7 september
- Zoals van tevoren was aangekondigd heft Israël 's avonds de blokkade van Libanon op.
- De Belgische politie doet invallen in legerkazernes, bij skinheads, neonazi's en Blood & Honour-leden, op zoek naar betrokkenheid bij extreemrechtse terroristische activiteiten. Ze worden ervan verdacht aanslagen te hebben gepland tegen zowel linkse als rechtse politici. Hun bedoeling was om burgers tegen elkaar op te zetten.

### 8 september
- Volgens het KNMI is augustus 2006 in Nederland de natste maand in honderd jaar geweest (184 mm tegen 62 mm gemiddeld).
- Het natte weer heeft tot gevolg dat er veel groene knolamanieten voorkomen; deze paddenstoelen zijn dodelijk giftig.
- De CIA geeft toe, dat er geen verband was tussen Saddam Hoessein en de terreurorganisatie Al Qaeda.

### 9 september
- Het ruimteveer Atlantis is opnieuw vanaf de ruimtebasis bij Cape Canaveral gelanceerd, zij het pas na de nodige problemen.

### 10 september
- De Open Monumentendagen trekken in Nederland (900 000) en Vlaanderen (480 000) veel bezoekers. De pas gerestaureerde Ridderzaal is een topper met 15 000 bezoekers.
- Michael Schumacher kondigt zijn vertrek uit de Formule 1 aan het einde van het seizoen aan.

### 11 september
- Greenpeace blokkeert het Nederlandse hoofdkantoor van L'Oréal in Alphen aan den Rijn.

### 12 september
- De dierenziekte blauwtong heeft ook runderen in de Noord-Brabantse gemeente Best besmet.
- In een rede in Regensburg spreekt Paus Benedictus XVI over de logos in het geloof. In zijn toespraak citeert hij de Byzantijnse keizer Manuel II die schreef dat de islamitische profeet Mohammed "alleen slechte en inhumane dingen had verspreid, zoals het bevel om zijn geloof met het zwaard te verspreiden".

### 13 september
- Het toenmalige grootste containerschip ter wereld, de Emma Maersk (397m) van de Deense rederij Maersk, is de afgelopen nacht aangemeerd in de haven van Rotterdam.

### 14 september
- In een synagoge in Dresden zijn voor het eerst sinds 1942 drie rabbijnen geïnstalleerd die in Duitsland zijn afgestudeerd.
- NASA rapporteert dat het zee-ijs op de Noordpool tussen 2004 en 2005 14% kleiner geworden is.
- Polen kondigt aan 1000 extra militairen te sturen voor de NAVO-missie in Afghanistan.

### 15 september
- Door toedoen van de Nederlandse minister van Buitenlandse Zaken Ben Bot is er een persverklaring tot stand gekomen waarin alle EU-landen de geheime gevangenissen van de Verenigde Staten afwijzen, maar tot een officiële verklaring is het niet gekomen.

### 16 september
- Bij een serie van zes bomaanslagen in de stad Hat Yai (Zuid-Thailand) komen vier mensen om het leven en raken er 72 gewond.
- In de Verenigde Staten sterft een persoon en raken honderd anderen ernstig ziek na het eten van voorverpakte spinazie die besmet is met Escherichia coli.
- Paus Benedictus XVI betreurt dat zijn rede van 12 september beledigend op moslims is overgekomen.

### 17 september
- Bij parlementsverkiezingen in Zweden wint de conservatieve centrumrechtse unie van Fredrik Reinfeldt. De verliezend sociaaldemocratische premier Göran Persson kondigt zijn aftreden als premier en partijleider aan.

### 18 september
- In de Duitse deelstaat Mecklenburg-Voor-Pommeren heeft de extreemrechtse NPD zes van de 71 te verdelen zetels in de wacht gesleept.
- De in Iran geboren Amerikaanse Anousheh Ansari wordt de eerste vrouwelijke ruimtetoerist.

### 19 september
- In Thailand wordt premier Thaksin Shinawatra door een geweldloze militaire staatsgreep afgezet.
- In Boedapest vinden er rellen plaats, na onthullingen over premier Ferenc Gyurcsány die bij de verkiezingscampagne had gelogen over de economie van Hongarije.
- De extreemrechtse partij Nationale Alliantie voert actie tegen de linkse Rotterdamse dominee Hans Visser door hem van pedofilie te beschuldigen.

### 20 september
- In Amsterdam-Oost breken relletjes uit tussen Marokkaanse en Surinaamse jongeren na doodslag tijdens een ruzie. De relschoppers zijn verhaal gaan halen en hebben woningen vernield.
- Motorola is van plan Symbol Technologies over te nemen voor ruim drie miljard euro. ST maakt RFID- en barcodelezers voor supermarkten.

### 21 september
- De Onderzoeksraad voor Veiligheid concludeert dat de Dienst Justitiële Inrichtingen, de Rijksgebouwendienst en de gemeente Haarlemmermeer hebben gefaald bij de Schipholbrand 2005. De verantwoordelijke ministers Dekker en Donner en burgemeester Hertog van Haarlemmermeer treden af.
- In het COA-vertrekcentrum in Ter Apel breekt brand uit. Het centrum is deels in de as gelegd; de er verblijvende asielzoekers zijn in veiligheid gebracht.
- In Zimbabwe is internetverkeer vrijwel onmogelijk omdat de rekening voor de satellietverbinding niet is betaald.
- Volgens de Verenigde Naties zijn de martelingen in Irak nu ernstiger dan tijdens het regime van Saddam Hoessein.

### 22 september
- In het Noord-Duitse Lathen botst een magneetzweeftrein van Transrapid met een snelheid van ruim 200 km/h tegen een stilstaande onderhoudswagen. Van de 29 inzittenden komen minstens 23 mensen om het leven.
- Ernst Hirsch Ballin en Pieter Winsemius worden de opvolgers voor de op 21 september afgetreden ministers Donner en Dekker, voor respectievelijk Justitie en VROM.
- De Nederlandse overheid verkoopt de laatste aandelen in het voormalige staatsbedrijf KPN; hiermee is de in 1989 ingezette privatisering voltooid.
- In Indonesië worden drie christenen geëxecuteerd voor hun aandeel in de rellen tussen moslims en christenen in de periode 1998-2002.

### 23 september
- De Franse regionale krant L'Est Républicain beweert dat Osama bin Laden, leider van het islamitische terreurnetwerk Al Qaida, is overleden aan de gevolgen van vlektyfus.
- Bij het WK basketbal voor vrouwen in Brazilië gaat de titel naar het team van Australië.

### 24 september
- Na honderd grand-prix-overwinningen en tien wereldtitels rijdt Stefan Everts zijn laatste cross in de grote landenprijs.
- Een grote brand verwoest in Zaandam een gebouwencomplex bestaande uit vier bedrijven.

### 25 september
- In een positieve Septemberverklaring zegt Vlaams minister-president Yves Leterme nieuwe investeringen te plannen om de economie verder te versterken. De begroting voor 2007 vertoont een positief saldo.
- In het Vlaams Parlement wordt Marleen Vanderpoorten geïnstalleerd als voorzitter. Zij is de eerste vrouw in dat ambt.

### 26 september
- De Europese Commissie adviseert Roemenië en Bulgarije per 1 januari 2007 te laten toetreden tot de Europese Unie, mits zij nog enkele verbeteringen maken bij de bestrijding van corruptie en georganiseerde misdaad. De regeringsleiders van de huidige lidstaten dienen er nu mee in te stemmen.
- Het CDA en de PvdA halen in totaal drie kandidaten van Turkse afkomst van de kandidatenlijst voor de Kamerverkiezingen omdat ze de Armeense Genocide ontkennen.
- Wereldwandelaar Jean Béliveau doet op zijn wandeltocht rondom de wereld Nederland aan; een paar weken geleden liep hij door België.

### 27 september
- Volgens het KNMI is deze maand de warmste septembermaand in 300 jaar, met een gemiddelde temperatuur die bijna vier graden boven normaal ligt. Ook juli 2006 was al de warmste in 300 jaar.

### 28 september
- In de Duitse gemeente Menden is een massagraf ontdekt; men vermoedt dat het om slachtoffers gaat uit de tijd van nazi-Duitsland.
- Er is een nieuwe terrorismewet in de Verenigde Staten aangenomen; de vervolgers krijgen ruime bevoegdheden.

### 29 september
- Een Boeing 737-8EH van de Braziliaanse luchtvaartmaatschappij Gol komt in botsing met een zakenvliegtuigje (Embraer ERJ 135). Het toestel stort neer boven het Amazonegebied in het de deelstaat Mato Grosso bij Serra do Caximbo. Er waren 155 passagiers aan boord.

### 30 september
- De Koerdische Arbeiderspartij (PKK) kondigt aan dat zij vanaf 1 oktober voorlopig geen aanvallen op het leger van Turkije meer zal uitvoeren.

<< · januari · februari · maart · april · mei · juni · juli · augustus · september · oktober · november · december · >>